# 赤井村 (宮城県)
赤井村（あかいむら）は、昭和30年（1955年）まで宮城県桃生郡にあった村。桃生郡の西南部。現在の東松島市赤井にあたる。

## 地理
- 河川：定川

## 沿革
- 1889年（明治22年）4月1日 - 町村制施行にともない、赤井村は大窪村・塩入村・北村・須江村・広淵村と合併して深谷村の一部となる[2]。
- 1896年（明治29年）4月1日 - 深谷村が大塩村・北村・須江村・広淵村の5か村に分裂したため、新制の赤井村が発足[2]。
- 1955年（昭和30年）5月2日 - 矢本町・大塩村と合併し、新制の矢本町となる[2]。

## 行政

### 首長
- 歴代村長

| 代 | 氏名       | 就任                  | 退任                     | 備考         |
| -- | ---------- | --------------------- | ------------------------ | ------------ |
| 1  | 金成三郎   | 明治29年（1896年）5月 | 明治41年（1908年）6月    | 元・深谷村長 |
| 2  | 斎藤仁太郎 | 明治41年（1908年）6月 | 大正4年（1915年）3月     |              |
| 3  | 本田勉     | 大正4年（1915年）4月  | 大正5年（1916年）4月     |              |
| 4  | 斎藤仁太郎 | 大正5年（1916年）4月  | 大正9年（1920年）4月     | 再任         |
| 5  | 佐々木繁治 | 大正9年（1920年）9月  | 大正11年（1922年）4月    |              |
| 6  | 渥美市太郎 | 大正11年（1922年）5月 | 昭和5年（1930年）5月     |              |
| 7  | 川元房吉   | 昭和5年（1930年）5月  | 昭和21年（1946年）5月    |              |
| 8  | 佐藤三平   | 昭和21年（1946年）7月 | 昭和22年（1947年）1月    |              |
| 9  | 菊地千代治 | 昭和22年（1947年）4月 | 昭和30年（1955年）5月2日 |              |

## 経済

### 産業
農業
村内はほとんど沖積層にて土地低平、水田がよく開け、米は当村の中心的産物である。また繭の産は相当に見るべきものがある。『大日本篤農家名鑑』によれば、赤井村の篤農家は、「金成三朗、千葉四郎、本田勉、渡邊庄三郎、高橋直治、斎藤仁太郎」などがいた。

## 交通

### 鉄道
- 国鉄仙石線：陸前赤井駅 - 1928年（昭和3年）に設置[1]。